# Décès en juillet 2004
Décès
- 2000
- 2001
- 2002
- 2003
- 2004
- 2005
- 2006
- 2007
- 2008

Pour une information complémentaire, voir la page d'aide.

| Date        | Nom                              | Activités                                                  | Âge | Source |
| ----------- | -------------------------------- | ---------------------------------------------------------- | --- | ------ |
| 1er juillet | Marlon Brando                    | acteur américain                                           | 80  |        |
| 2 juillet   | Sophia de Mello Breyner Andresen | poétesses portugaise du XXe siècle                         | 84  |        |
| 2 juillet   | Pierre Aguiton                   | homme politique français                                   | 77  |        |
| 4 juillet   | Jean-Marie Auberson              | chef d'orchestre et violoniste suisse                      | 84  |        |
| 5 juillet   | Rodger Ward                      | pilote automobile américain                                | 83  |        |
| 6 juillet   | Eric Douglas                     | acteur et humoriste de stand-up américain                  | 46  |        |
| 6 juillet   | Thomas Klestil                   | homme politique autrichien                                 | 71  |        |
| 9 juillet   | Jean Lefebvre                    | acteur français                                            | 84  |        |
| 9 juillet   | Isabel Sanford                   | actrice américaine                                         | 86  |        |
| 11 juillet  | Renée Saint-Cyr                  | actrice française. Mère du cinéaste Georges Lautner        | 99  |        |
| 12 juillet  | Kamel Naidja                     | Footballeur international algérien.                        | 50  |        |
| 13 juillet  | Carlos Kleiber                   | chef d'orchestre autrichien                                | 74  |        |
| 13 juillet  | Roger Quenolle                   | joueur et entraineur de football français.                 | 78  |        |
| 15 juillet  | Umeko Ando                       | Chanteuse japonaise.                                       | 71  |        |
| 16 juillet  | Lucien Leduc                     | joueur et entraineur de football français                  | 85  |        |
| 17 juillet  | Pat Roach                        | acteur et catcheur britannique                             | 67  |        |
| 18 juillet  | André Castelot                   | historien français                                         | 93  |        |
| 19 juillet  | Caitro Soto                      | musicien et compositeur péruvien                           | 69  | (en)   |
| 20 juillet  | Antoine Sanguinetti              | amiral français                                            | 87  |        |
| 21 juillet  | Jerry Goldsmith                  | compositeur américain                                      | 75  |        |
| 22 juillet  | Sacha Distel                     | chanteur français                                          | 71  |        |
| 22 juillet  | Illinois Jacquet                 | saxophoniste tenor de Jazz américain                       | 81  |        |
| 22 juillet  | Bertie Peacock                   | footballeur puis entraîneur nord-irlandais.                | 75  | (en)   |
| 22 juillet  | Serge Reggiani                   | chanteur et acteur français                                | 82  |        |
| 22 juillet  | Nicolás Santacatalina            | footballeur espagnol                                       | 84  | (en)   |
| 23 juillet  | Jean-Denis Maillart              | peintre, graveur, illustrateur et décorateur français      | 90  |        |
| 23 juillet  | Mehmood                          | acteur et réalisateur indien                               | 71  |        |
| 23 juillet  | Carlos Paredes                   | compositeur portugais et virtuose de la guitare portugaise | 79  |        |
| 27 juillet  | Roger Colliot                    | Footballeur français.                                      | 78  |        |
| 27 juillet  | Léon Hurez                       | homme politique belge                                      | 80  |        |
| 28 juillet  | Sam Edwards                      | acteur américain                                           | 89  |        |
| 30 juillet  | Jan Hanuš                        | compositeur tchèque                                        | 89  |        |
| 31 juillet  | Laura Betti                      | actrice et chanteuse italienne                             | 77  |        |
| 31 juillet  | Virginia Grey                    | actrice américaine                                         | 87  |        |